# Små grupper
I matematikken er en gruppe et matematisk objekt med en bestemt struktur. Herunder følger en liste over de endelige grupper med lavest orden (antal elementer) op til gruppeisomorfi.
Listen kan benyttes til at bestemme om en given endelig gruppe G er isomorf på en kendt gruppe ved at bestemme ordenen af G, om G er abelsk eller ej og ordenen af elementerne i G.

## Ordliste
- Zn: Den cykliske gruppe af orden n (ofte benyttes notationen Cn eller Z/nZ).
- Dihn: Diedergruppen af orden 2n (ofte benyttes notationen Dn eller D2n).
- Sn: Den symmetriske gruppe af grad n, som indeholder de n! permutationer af n elementer.
- An: Den alternerende gruppe af grad n, der indeholder de n!/2 lige permutationer af n elementer.
- Dicn: Den dicykliske gruppe af orden 4n.

Notationen G × H står for det direkte produkt af to grupper og Gn betegner det direkte produkt af gruppen G med sig selv n gange. G ⋊ H står for det semidirekte produkt, hvor H virker på G; virkningen nævnes ikke, da alle ikketrivielle virkninger giver samme produktgruppe op til isomorfi.
Desuden bemærkes, om grupperne er abelske eller simple. (For grupper af orden n < 60, er de simple grupper præcis de cykliske grupper Zp, hvor p er et primtal.) Isomorfi betegnes med lighedstegn ("=").
Det multiplikativt neutrale element er i cykelgrafen repræsenteret af den sorte cirkel. Cykelgrafen er en entydig repræsentation for alle grupper med orden mindre end eller lig 16.
I listen af undergrupper er den trivielle gruppe og gruppen selv ikke vist. Når der er flere isomorfe undergrupper, er antallet angivet i parentes.

## Små abelske grupper
De endelige abelske grupper kan let klassificeres: De er præcis de cykliske grupper og direkte produkter heraf;
| Orden | Gruppe                              | Undergrupper                                 | Egenskaber                                                                 | Cykelgraf |
| ----- | ----------------------------------- | -------------------------------------------- | -------------------------------------------------------------------------- | --------- |
| 1     | Den trivielle gruppe = Z1 = S1 = A2 | -                                            | Forskellige egenskaber gælder trivielt.                                    |           |
| 2     | Z2 = S2 = Dih1                      | -                                            | Simpel, mindste ikketrivielle gruppe                                       |           |
| 3     | Z3 = A3                             | -                                            | Simpel                                                                     |           |
| 4     | Z4                                  | Z2                                           |                                                                            |           |
| 4     | Kleins firegruppe Z2 × Z2 = Dih2    | Z2 (3)                                       | Den mindste ikkecykliske gruppe                                            |           |
| 5     | Z5                                  | -                                            | Simpel                                                                     |           |
| 6     | Z6 = Z3 × Z2                        | Z3 , Z2                                      |                                                                            |           |
| 7     | Z7                                  | -                                            | Simpel                                                                     |           |
| 8     | Z8                                  | Z4 , Z2                                      |                                                                            |           |
| 8     | Z4 ×Z2                              | Z2², Z4 (2), Z2 (3)                          |                                                                            |           |
| 8     | Z23                                 | Z2² (7) , Z2 (7)                             | På nær det neutrale element svarer elementerne til punkterne i Fanoplanen. |           |
| 9     | Z9                                  | Z3                                           |                                                                            |           |
| 9     | Z3²                                 | Z3 (4)                                       |                                                                            |           |
| 10    | Z10 = Z5 × Z2                       | Z5 , Z2                                      |                                                                            |           |
| 11    | Z11                                 | -                                            | Simpel                                                                     |           |
| 12    | Z12 = Z4 × Z3                       | Z6 , Z4 , Z3 , Z2                            |                                                                            |           |
| 12    | Z6 × Z2 = Z3 × Z2²                  | Z6 (3), Z3, Z2 (3), Z2²                      |                                                                            |           |
| 13    | Z13                                 | -                                            | Simpel                                                                     |           |
| 14    | Z14 = Z7 × Z2                       | Z7 , Z2                                      |                                                                            |           |
| 15    | Z15 = Z5 × Z3                       | Z5 , Z3                                      |                                                                            |           |
| 16    | Z16                                 | Z8 , Z4 , Z2                                 |                                                                            |           |
| 16    | Z24                                 | Z2 (15) , Z2² (35) , Z23 (15)                |                                                                            |           |
| 16    | Z4 × Z2²                            | Z2 (7) , Z4 (4) , Z2² (7) , Z23, Z4 × Z2 (6) |                                                                            |           |
| 16    | Z8 × Z2                             | Z2 (3) , Z4 (2) , Z2², Z8 (2) , Z4 × Z2      |                                                                            |           |
| 16    | Z4²                                 | Z2 (3), Z4 (6) , Z2², Z4 × Z2 (3)            |                                                                            |           |

## Små ikkeabelske grupper
| Orden | Gruppe                                          | Undergrupper                                         | Egenskaber | Cykelgraf |
| ----- | ----------------------------------------------- | ---------------------------------------------------- | --- | --------- |
| 6     | S3 = Dih3                                       | Z3 , Z2 (3)                                          | Den mindste ikkeabelske gruppe |           |
| 8     | Dih4                                            | Z4, Z2² (3) , Z2 (5)                                 | |           |
| 8     | Kvaterniongruppen, Q8 = Dic2                    | Z4 (3), Z2                                           | Den mindste hamiltonske gruppe |           |
| 10    | Dih5                                            | Z5 , Z2 (5)                                          | |           |
| 12    | Dih6 = Dih3 × Z2                                | Z6 , Dih3 (2) , Z2² (3) , Z3 , Z2 (7)                | |           |
| 12    | A4                                              | Z2² , Z3 (4) , Z2 (3)                                | Den mindste gruppe, der viser, at en gruppe ikke nødvendigvis har en undergruppe af enhver orden, der går op i gruppeordenen: Der findes ingen undergruppe af orden 6 (se Lagranges sætning og Sylowsætningerne). |           |
| 12    | Dic3 = Z3 ⋊ Z4                                  | Z2, Z3, Z4 (3), Z6                                   | |           |
| 14    | Dih7                                            | Z7, Z2 (7)                                           | |           |
| 16    | Dih8                                            | Z8, Dih4 (2), Z2² (4), Z4, Z2 (9)                    | |           |
| 16    | Dih4 × Z2                                       | Dih4 (2), Z4 × Z2, Z23 (2), Z2² (7), Z4 (2), Z2 (11) | |           |
| 16    | Den generaliserede kvaterniongruppe, Q16 = Dic4 |                                                      | |           |
| 16    | Q8 × Z2                                         |                                                      | Hamiltonsk |           |
| 16    | Den kvasihedrale gruppe af orden 16.            |                                                      | |           |
| 16    | Den modulære gruppe af orden 16.                |                                                      | |           |
| 16    | Z4 ⋊ Z4                                         |                                                      | |           |
| 16    | Gruppen frembragt af Paulimatricerne.           |                                                      | |           |
| 16    | G4,4 = Z2² ⋊ Z4                                 |                                                      | |           |

## Fodnote
1. ↑  Wild, Marcel. "The Groups of Order Sixteen Made Easy Arkiveret 23. september 2006 hos  Wayback Machine", American Mathematical Monthly, januar 2005